# Nepenthes × ventrata
Nepenthes × ventrata – gatunek rośliny owadożernej z rodziny dzbanecznikowatych, zaliczany do grupy roślin chronionych. Dzbanecznik ten jest rośliną pośrednią pomiędzy dzbanecznikami górskimi i nizinnymi. N. × ventrata jest gatunkiem endemicznym, występującym na Filipinach, jednym z dzbaneczników pośrednich. Gatunek ten jest naturalną hybrydą pomiędzy N. ventricosa i N. alata.

## Morfologia
Dzbanecznik brzuszny jest dość dużą rośliną, ponieważ może osiągnąć wysokość nawet kilka metrów. Liście N. × ventrata osiągają około 20–25 cm długości i są stosunkowo wąskie, mają kolor jasnozielony. Niektóre liście przekształcone są w dzbankowate liście pułapkowe, za pomocą których roślina łapie owady. Pułapki są wydłużone z lekkim rozszerzeniem w dolnej części, stąd nazwa tej rośliny. Dzbanki górne są bardzo podobne do dolnych, różni je jedynie zakręcony wąs oraz z lekka inaczej wyglądający kołnierz.

## Zastosowanie
Roślina ozdobna. Dzbanecznik ten jest bardzo tolerancyjną rośliną, dlatego właśnie jest polecany początkującym w hodowli dzbaneczników i można go najłatwiej zdobyć w niskiej cenie. jest najpowszechniej uprawianą rośliną przez osoby prywatne. Często mylony jest z N. alata dlatego, że N. alata jest jedną z roślin matecznych tej krzyżówki. N × ventrata uprawiany jest zarówno w mocnym świetle jak i w półcieniu, toleruje lekkie przesuszenia i przelania, znosi niską wilgotność powietrza choć lepiej rośnie w terrarium przy podniesionej wilgotności. Do wytworzenia dzbanków roślina ta potrzebuje spadków temp. w nocy o kilka stopni.